# Jaroslav Volak
Jaroslav Volak (ur. 7 lipca 1915 w Wiedniu, zm. ?) – austriacki piłkarz ręczny, medalista olimpijski.
Uczestnik letnich igrzysk olimpijskich. Na igrzyskach w Berlinie (1936) zagrał w trzech spotkaniach. Były to wygrane pojedynki przeciwko reprezentacjom Węgier (11-7) i Szwajcarii (14-3), oraz przegrany mecz z Niemcami (6-10). Przeciwko Węgrom zdobył cztery gole, Szwajcarii strzelił jednego, natomiast w rywalizacji z Niemcami nie udało mu się zdobyć bramki. Ostatecznie reprezentacja Austrii zdobyła srebrny medal, przegrywając z ekipą gospodarzy. 
Volak był w składzie reprezentacji narodowej, która na mistrzostwach świata w 1938 roku zdobyła tytuł wicemistrzowski (najlepsi ponownie byli Niemcy). 